# Sillian
Sillian (in italiano anche Silliano) è un comune austriaco di 2 046 abitanti nel distretto di Lienz, in Tirolo. Ha lo status di comune mercato (Marktgemeinde). Nel 1939 ha inglobato i comuni soppressi di Arnbach, Panzendorf (tornato autonomo nel 1949 e poi aggregato a Heinfels nel 1974) e Sillianberg.
Comune commerciale nell'alta Val Pusteria, alla frontiera occidentale del Tirolo orientale, Sillian è la località principale della regione dell'Oberland.

## Geografia fisica

### Territorio
Sillian è situato ai piedi delle Dolomiti di Lienz, nella Val Pusteria. Si trova a un'altitudine di 1103 m s.l.m.

### Clima
È la località che ha il maggior numero di ore di irraggiamento solare in Austria.

## Geografia antropica

### Località
Nel territorio comunale si trovano le località di Arnbach, Köckberg, Sillianberg, e Weitlanbrunn.

## Economia
L'economia locale si basa da una parte sul turismo e dall'altra su numerose attività artigianali e di servizi.

## Monumenti e luoghi d'interesse
- Campana

### Architetture religiose
Sillian possiede diverse chiese.

## Infrastrutture e trasporti

### Ferrovie
Sillian è collegata alla ferrovia della Val Pusteria con le stazioni centrale e di Weitlanbrunn.

### Piste ciclabili
Per il paese passa una delle più importanti piste ciclabili d'Europa, la ciclabile della Drava.

## Sport

### Sci
Stazione sciistica, Sillian è attrezzata con 7 impianti di risalita e 45 chilometri di piste.